# USS John C. Stennis (CVN-74)
Джон К. Стеннис — (англ. USS John C. Stennis (CVN-74)) — американский авианосец, седьмой из серии типа «Нимиц». Назван в честь сенатора США Джона К. Стенниса, в 1969–1981 годах возглавлявшего Комитет Сената США по вооружённым силам. Порт приписки авианосца — база Китсэп, город Бремертон, штат Вашингтон.
Заложен 13 марта 1991 года, спущен на воду 11 ноября 1993 года, введён в состав флота 9 декабря 1995 года.
- Численность команды: 5617 человек.
- Количество приготавливаемой ежедневно пищи: 16600 порций.
- Число кают: 2700.
- Число якорей: 2.
- Масса якорей: 30 тонн каждый.
- Число винтов: 4.
- Масса винтов: 30 тонн каждый.
- Количество катапульт: 4.
- Количество лифтов для самолетов: 4
- Количество телефонов: 2000.
- Количество использованной стали: 55000 тонн.
- Длина внутренних коммуникационных кабелей: более 1500 км.
- Если сложить всю техническую документацию, получится стопка высотой примерно 170 метров.
- Стоимость постройки 4,5 миллиарда долларов США.

## Происшествия
30 ноября 1999 года авианосец «Джон Стеннис» сел на мель, когда пытался маневрировать близ военно-морской авиабазы «Норт-Айленд», находяшейся в штате Калифорния. Ил засорил трубы системы охлаждения ядерных реакторов, в результате чего два ядерных реактора авианосца были остановлены. Судно было отбуксировано к причалу для технического обслуживания.
30 марта 2011 года в 14:50 истребитель F/A-18C Hornet потерпел отказ двигателя и был уничтожен на летной палубе авианосца «Джон Стеннис», находившегося в 100 милях от побережья Сан-Диего в Южной Калифорнии. В результате взрыва и пожара пострадали восемь матросов, один морской пехотинец и двое гражданских работников.